# Strömparterren
Strömparterren est un parc public situé dans le quartier de Gamla stan à Stockholm en Suède. 

## Description
Strömparterren est le cap situé sur la rive du Norrström à l'est du Norrbro dans l'ile de Helgeandsholmen au centre de Stockholm.
Le cap doit son nom au parterre qui y a été aménagé au début des années 1830, sous la direction de l'architecte Fredrik August Lidströmer, fils du maître d'œuvre de Norrbro, Jonas Lidströmer.
À l'extrémité du cap semi-circulaire se dresse la sculpture Solsångaren de Carl Milles, érigée en 1926 à la mémoire d'Esaias Tegnér. 
La statue représentera le poème de Tegnér intitulé Solsångaren (Chanteur au soleil). 
Sur Strömparterren se trouve une autre sculpture, Dimman (Brume), une figure féminine en bronze de Gusten Lindberg, érigée en 1910. 
Depuis Strömparterren, on peut rejoindre le Musée du Moyen Âge, qui a ses locaux sous le Norrbro.

## Galerie

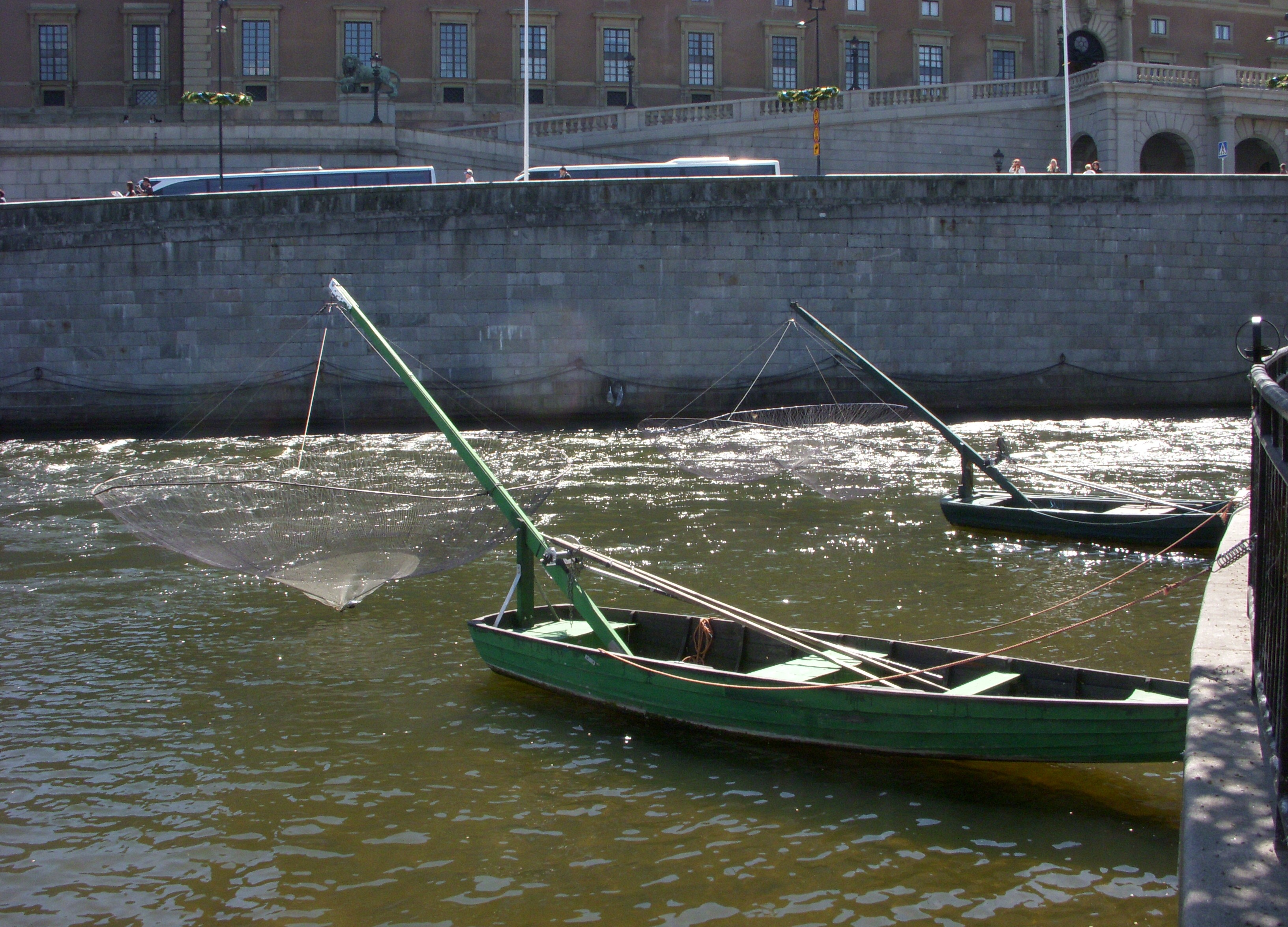
Les bateaux à filet caractéristiques de Strömparterren.
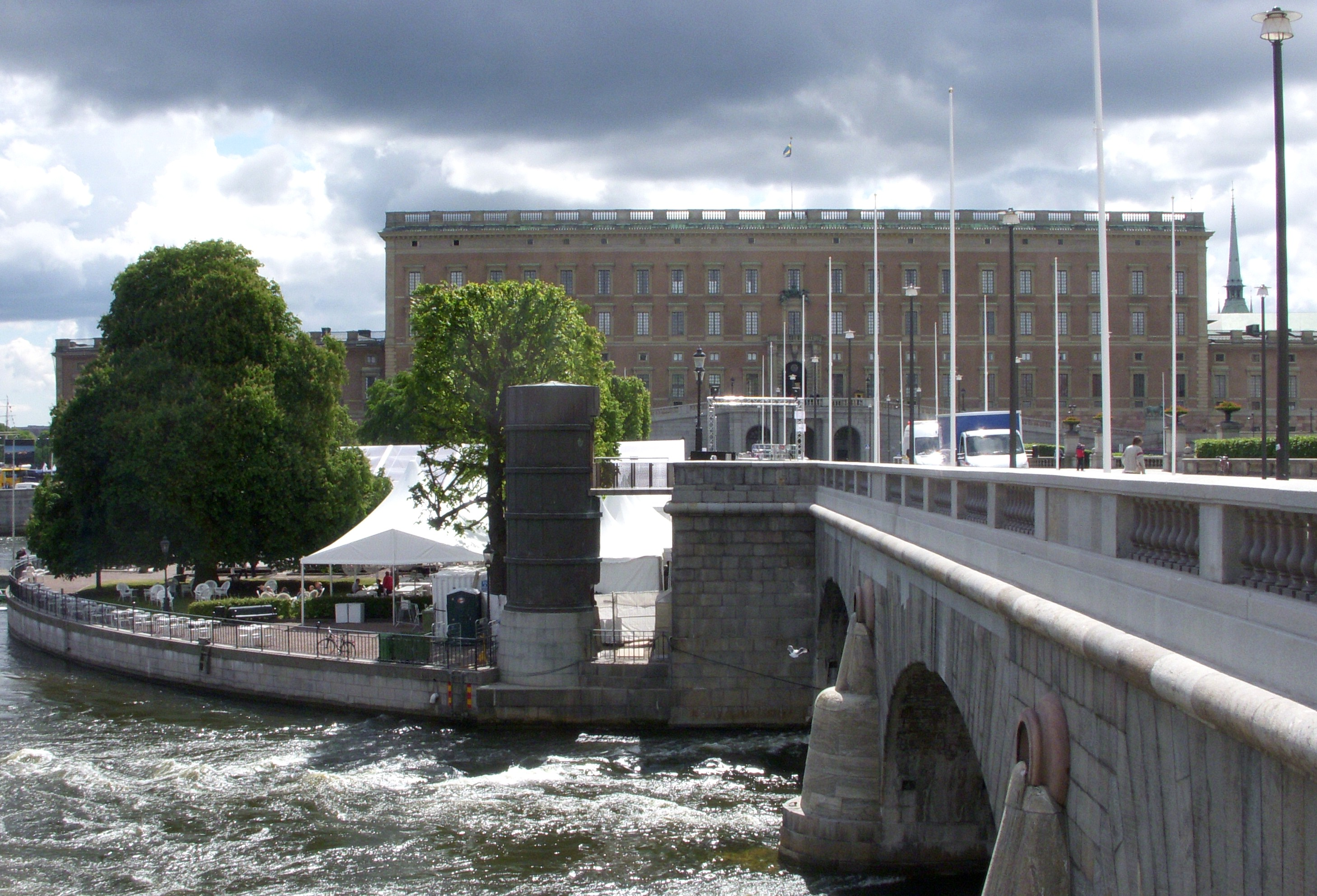
Strömparterren vu de Norrbro, juin 2010.
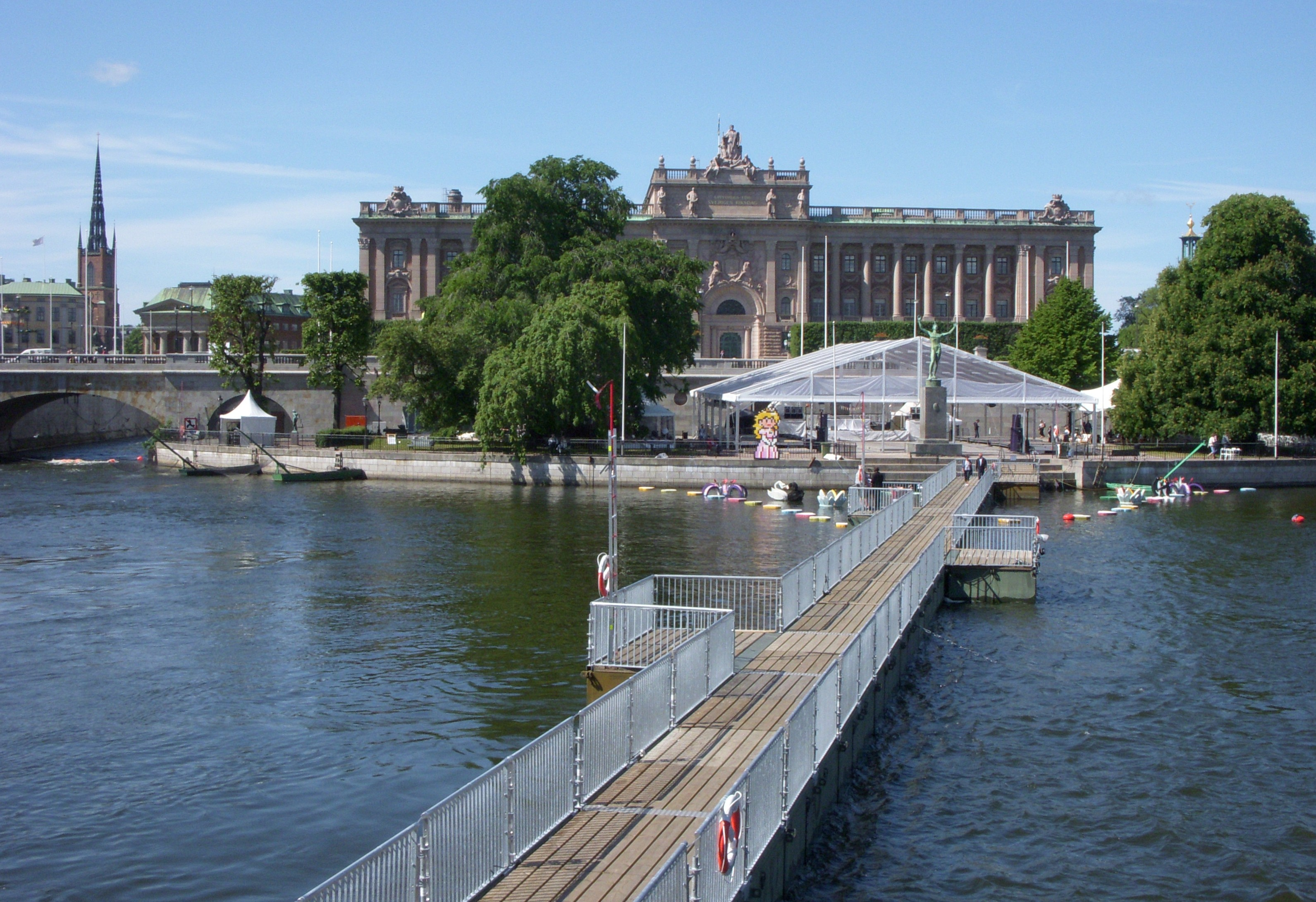
Passerelle temporaire entre Strömparterren et Strömbron, 2010.
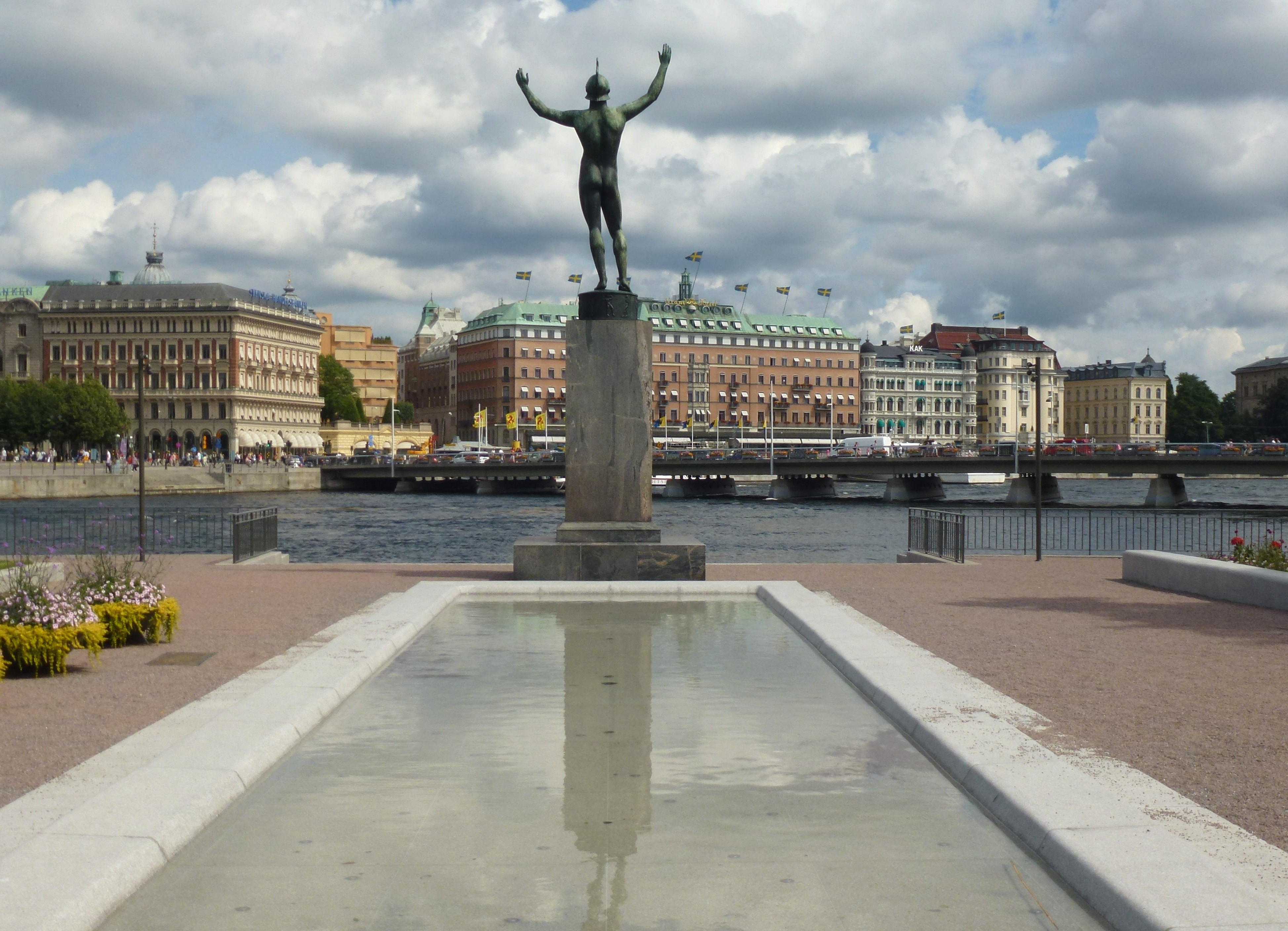
Le Chanteur au Soleil et l'étang, juillet 2012..

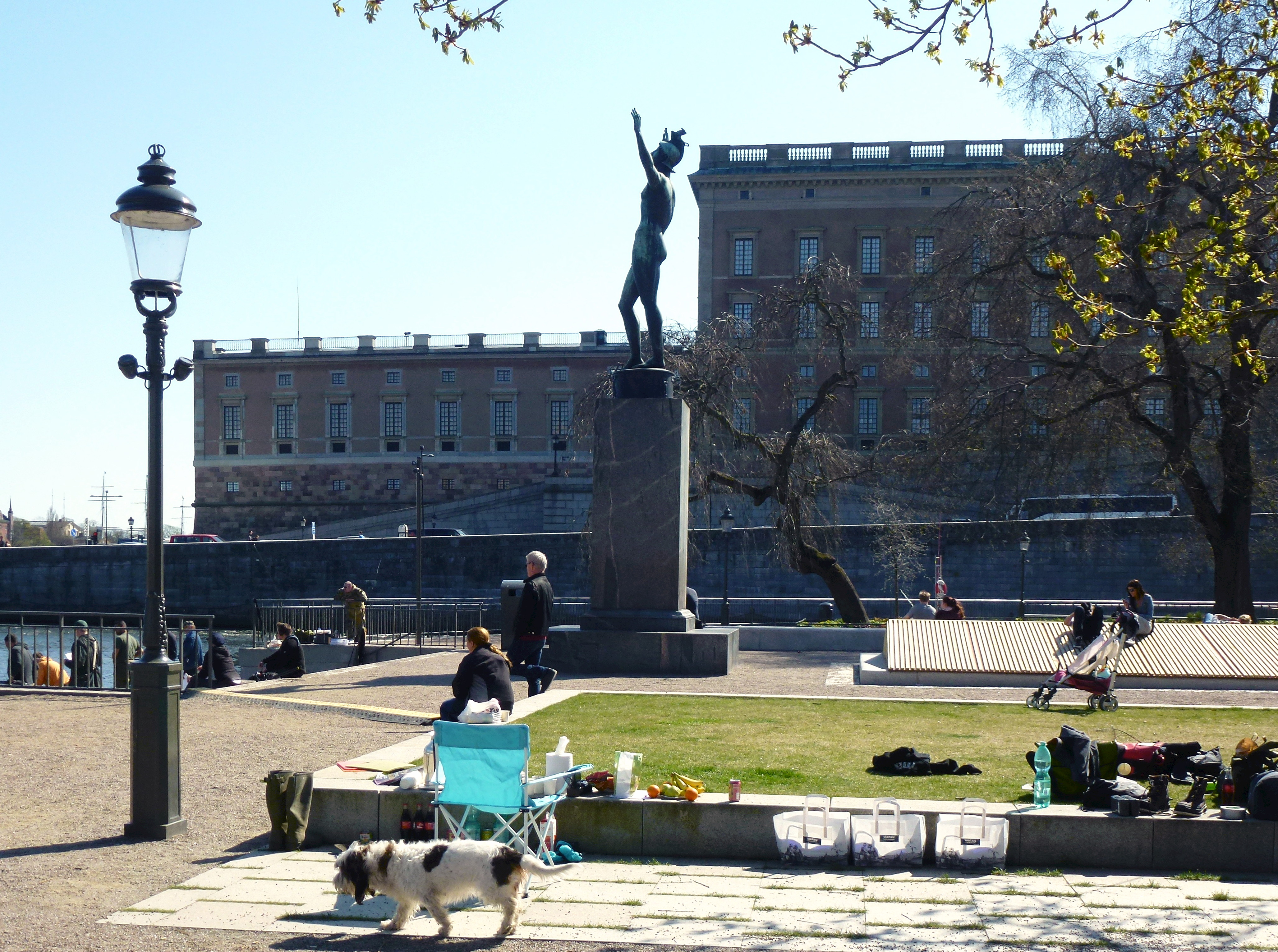
La vie à Strömparterren, avril 2014.
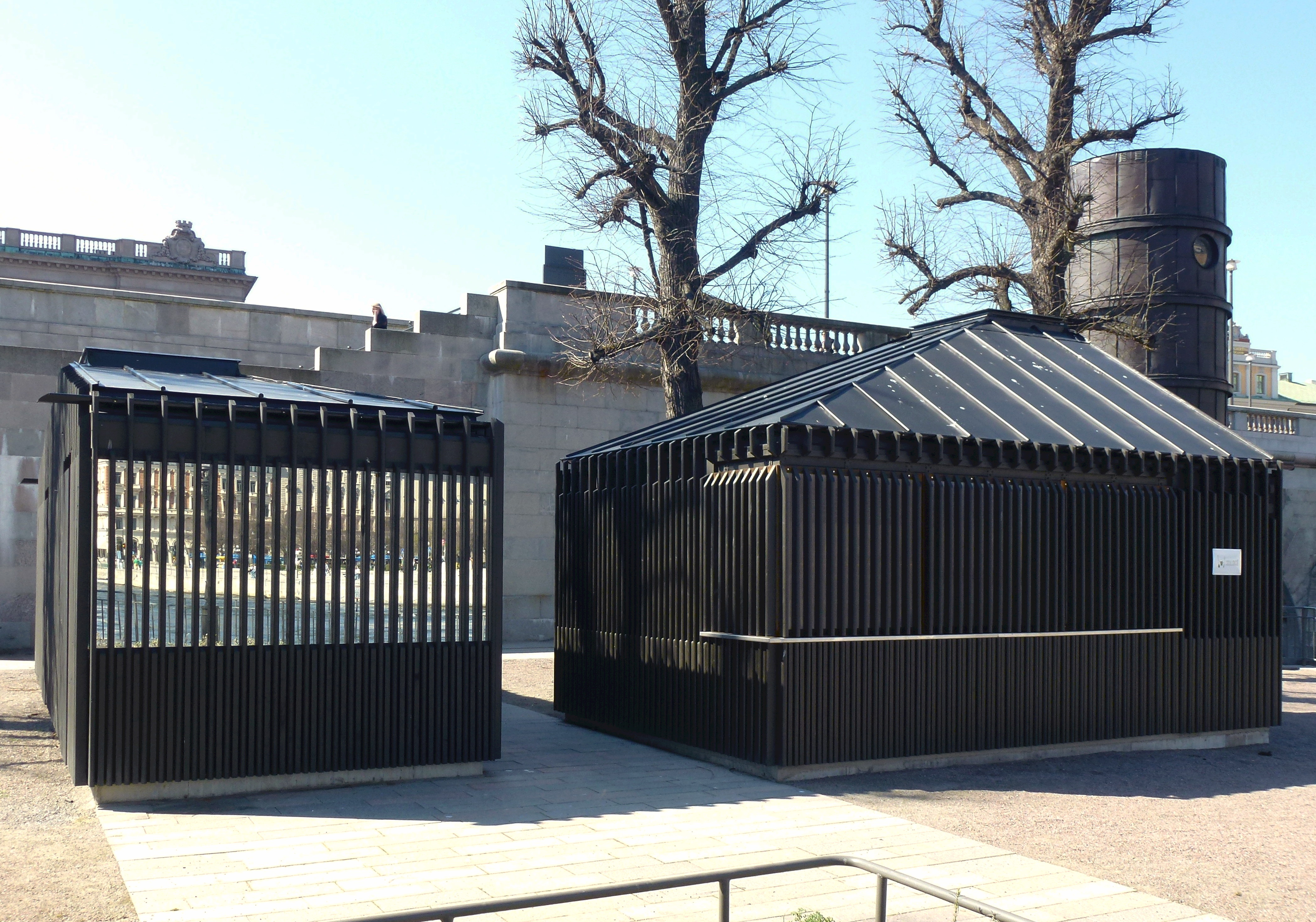
Café Koloni, 2014.
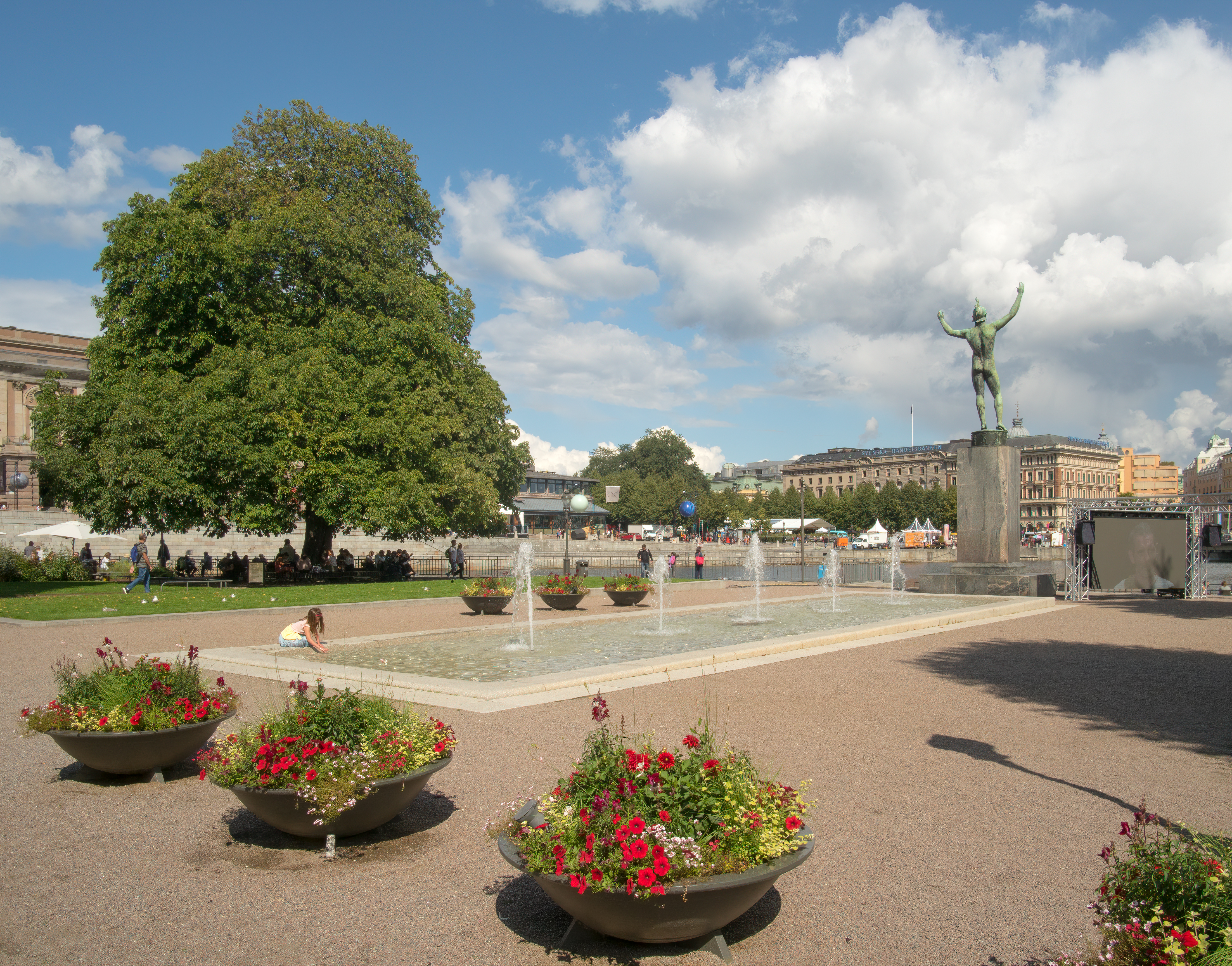
Le Chanteur au Soleil et l'étang, 2019.
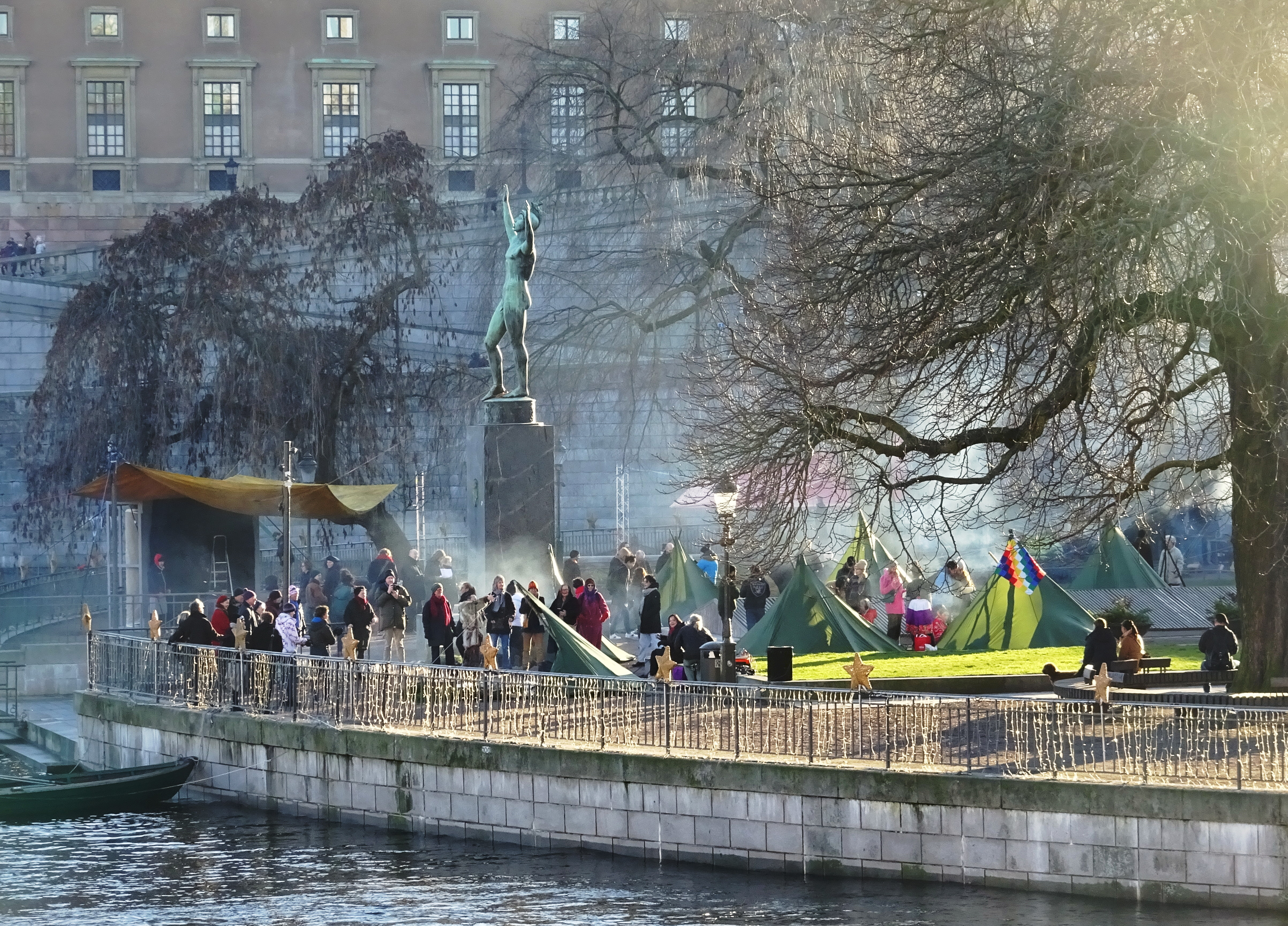
Marché du feu, janvier 2020.